# Geometriae Dedicata
Geometriae Dedicata is een internationaal, aan collegiale toetsing onderworpen wetenschappelijk tijdschrift op het gebied van de meetkunde, topologie, groepentheorie en dynamische systemen. Het wordt uitgegeven door Springer Science+Business Media en verschijnt 6 keer per jaar. Het eerste nummer verscheen in 1972.